# Espectro ensanchado por salto de frecuencia
El espectro ensanchado por salto de frecuencia (del inglés Frequency Hopping Spread Spectrum o FHSS) es una técnica de modulación en espectro ensanchado en el que la señal se emite sobre una serie de radiofrecuencias aparentemente aleatorias, saltando de frecuencia en frecuencia sincrónicamente con el transmisor. Los receptores no autorizados escucharán una señal ininteligible. Si se intentara interceptar la señal, solo se conseguiría para unos pocos bits. Una transmisión en espectro ensanchado ofrece 3 ventajas principales:
1. Las señales en espectro ensanchado son altamente resistentes al ruido e interferencia.
2. Las señales en espectro ensanchado son difíciles de interceptar. Una transmisión de este tipo suena como un ruido de corta duración, o como un incremento en el ruido en cualquier receptor, excepto para el que esté usando la secuencia que fue usada por el transmisor.
3. Transmisiones en espectro ensanchado pueden compartir una banda de frecuencia con muchos tipos de transmisiones convencionales con mínima interferencia.

Su principal desventaja es su reducido ancho de banda.

## Otra definición
FHSS (Espectro ensanchado por salto de frecuencia). 
La tecnología de espectro ensanchado por salto en frecuencia (FHSS) consiste en transmitir una parte de la información en una determinada frecuencia durante un intervalo de tiempo llamada dwell time e inferior a 400 ms. Pasado este tiempo se cambia la frecuencia de emisión y se sigue transmitiendo a otra frecuencia. De esta manera cada tramo de información se va transmitiendo en una frecuencia distinta durante un intervalo muy corto de tiempo.
El orden en los saltos en frecuencia se determina según una secuencia pseudoaleatoria almacenada en unas tablas, y que tanto el emisor y el receptor deben conocer. Si se mantiene la sincronización en los saltos de frecuencias se consigue que, aunque en el tiempo se cambie de canal físico, a nivel lógico se mantiene un solo canal por el que se realiza la comunicación.
Esta técnica también utiliza la zona de los 2.4GHz, la cual organiza en 79 canales con un ancho de banda de 1MHz cada uno. El número de saltos por segundo es regulado por cada país, así, por ejemplo, Estados Unidos fija una tasa mínima de saltos de 2'5 por segundo. (1sg/2'5)= 400ms.
El estándar IEEE 802.11 define la modulación aplicable en este caso. Se utiliza la modulación en frecuencia FSK (Frequency Shift Keying), con una velocidad de 1Mbps ampliable a 2Mbps.
En la revisión del estándar, la 802.11b, esta velocidad también ha aumentado a 11Mbps. La técnica FHSS sería equivalente a una multiplexación en frecuencia.

## Uso militar
Las señales de espectro expandido son altamente resistentes a la interferencia deliberada, a menos que el adversario tenga conocimiento de las características de extensión. Las radios militares utilizan técnicas criptográficas para generar la secuencia de canales bajo el control de una clave secreta "Transmisión de Seguridad" (TRANSEC) que el emisor y el receptor comparten por adelantado.
Por sí mismo, el salto de frecuencia proporciona una protección limitada contra escuchas (interceptación de la comunicación) y "jamming" (interferencias para impedir la comunicación). La mayoría de las radios de salto de frecuencia militares modernos también emplean dispositivos de encriptación externos como el KY-57 o el más moderno KY-100, los cuales encriptan la información que va a ser transmitida. Las radios militares de Estados Unidos utilizan el salto de frecuencia incluido en las familias JTIDS/MIDS, HAVE QUICK y SINCGARS.

## Uso civil
En  EE. UU., ya que la Comisión Federal de Comunicaciones (FCC), modificó las reglas para permitir que los sistemas de salto de frecuencia de espectro ensanchado en la banda de 2,4 GHz no regulado, muchos dispositivos de consumo que utilizan esa banda han empleado diversos modos de espectro ensanchado.Algunos walkie-talkies que emplean tecnología de espectro ensanchado por salto de frecuencia se han desarrollado para su uso sin licencia en la banda de 900 MHz.  Las radios se comercializan bajo el nombre eXtreme Radio Service (eXRS). A pesar del nombre de similitud con la asignación FRS, el sistema es un diseño propio, en lugar de una Comisión Federal de Comunicaciones (FCC) servicio oficial asignado.Motorola ha desplegado una radio digital sin necesidad de licencia de negocios con bandas que utiliza la tecnología FHSS: la serie DTR, los modelos 410, 550 y 650.

## Consideraciones técnicas
El ancho de banda total requerido para los saltos de frecuencia es mucho más amplia que la requerida para transmitir la misma información utilizando solo una frecuencia portadora. Sin embargo, ya que la transmisión se produce solo en una pequeña parte de este ancho de banda en un momento dado, el ancho de banda de interferencia efectiva es realmente el mismo.
Uno de los retos de los sistemas de salto de frecuencia es cuando se sincroniza el transmisor y el receptor. Un enfoque es tener  garantía de que el emisor utilizará todos los canales en un período fijo de tiempo. El receptor puede entonces encontrar el transmisor escogiendo un canal de azar y  escuchando los datos válidos en ese canal. Los datos del transmisor se identifica por una secuencia especial de datos que es poco probable que se produzca sobre el segmento de los datos para este canal y el segmento puede tener una suma de comprobación de integridad y posterior identificación. El transmisor y el receptor pueden utilizar tablas de secuencias de canal fijo para que una vez sincronizado mantener comunicación siguiendo la tabla. En cada segmento de canal, el transmisor puede enviar su ubicación actual en la tabla.
En un sistema de radio multipunto , el espacio lo permite múltiples transmisiones en la misma frecuencia a ser posible utilizando múltiples radios en un área geográfica. Esto crea la posibilidad de velocidades de datos del sistema que son más altos que el límite de Shannon para un solo canal. Los sistemas de espectro ensanchado no violan el límite de Shannon. Los sistemas de espectro ensanchado confían en el exceso de señal al ruido para el intercambio de espectro. Esta propiedad también se observa en los sistemas MIMO y DSSS. La orientación del haz y las antenas direccionales también facilitar el aumento del rendimiento del sistema al proporcionar aislamiento entre radios remotas.

## Múltiples inventores
Las primeras menciones sobre el salto de frecuencia en la literatura se encuentran en la patente de EE. UU. 725 605 de Nikola Tesla (año 1903) y en el libro Telegrafía inalámbrica del pionero de la radio Jonathan Zenneck (edición en alemán de 1908, traducido al inglés por McGraw Hill en 1915), aunque el propio Zenneck afirma que Telefunken ya lo había probado antes.
El ejército alemán hizo un uso limitado de saltos de frecuencia para la comunicación entre los puntos fijos de mando en la Primera Guerra Mundial para prevenir el espionaje por las fuerzas británicas, ya que no tenían la tecnología para seguir la secuencia.
Al ingeniero polaco Leonard Danilewicz se le ocurrió la idea en 1929. Varias otras patentes fueron llevados a cabo en la década de 1930, incluyendo una por Willem Broertjes (patente de EE. UU. 1 869 659, expedida el 2 de agosto de 1932).
Durante la Segunda Guerra Mundial, el Cuerpo de Señales del Ejército de Estados Unidos estaba inventando un sistema de comunicación llamado SIGSALY, que incorporó el espectro ensanchado en un solo contexto frecuencia. Sin embargo, SIGSALY era un sistema de comunicaciones de alto secreto, por lo que su existencia no llegó a ser conocido hasta la década de 1980.
La aplicación más célebre de salto de frecuencia se encuentra en la Patente USPTO n.º 2292387, concedida en 1942 a la actriz Hedy Lamarr y al compositor George Antheil. Titulada Sistema secreto de comunicaciones, proponía un sistema de control remoto para torpedos que utilizaba 88 frecuencias para evitar que el objetivo pudiese interferir la comunicación con el arma, pero no hay registro de que se llevase a la práctica. La patente fue redescubierta en la década de 1950 cuando empresas privadas desarrollaron independientemente técnicas de acceso múltiple por división de código (CDMA).

## Las variaciones de FHSS
El espectro ensanchado adaptable con salto de frecuencia (AFH) (como se usa en Bluetooth) mejora la resistencia a la interferencia de radio frecuencia, evitando las frecuencias de hacinamiento en la secuencia de salto. Este tipo de transmisión de adaptación es más fácil de implementar con FHSS que con DSSS.
La idea clave detrás de AFH es utilizar solo las frecuencias "buenas", evitando los canales-quizás frecuencia "malas" los canales de frecuencia "malas" están experimentando un desvanecimiento selectivo de frecuencia, o quizás algún tercero está tratando de comunicarse a través de esas bandas.. Por lo tanto, AFH debe complementarse con un mecanismo para detectar buenos / malos canales.
Sin embargo, si la interferencia de radio frecuencia es en sí misma dinámica, entonces la estrategia de "retirada canal malo", aplicado en AFH podría no funcionar bien. Por ejemplo, si hay varias redes de salto de frecuencia en  un mismo lugar (como Bluetooth Piconet), entonces ellas están interfiriendo mutuamente y la estrategia de AFH falla para evitar esta interferencia.
El problema de la interferencia dinámica, es la reducción gradual de los canales de salto disponibles y la compatibilidad con dispositivos bluetooth heredados, esto se resolvió en la versión 1.2 del estándar Bluetooth (2003). Otras estrategias para la adaptación dinámica del patrón de salto de frecuencia se han reportado en la literatura. Tal situación puede suceder a menudo en los escenarios que usan espectro sin licencia.
- Datos: Q1136013